# Альстерон
Альстерон (швед. Alsterån) — річка на півдні Швеції, у східній частині Йоталанду. Довжина річки становить приблизно 110 км,  площа басейну за різними даними — 1524,8 - 1540 км².   На річці побудовано 21 ГЕС малої потужності, з середнім річним виробництвом близько 31,2 млн кВт·год. 